# The Enemy Below
The Enemy Below (bra: A Raposa do Mar) é um filme de guerra de 1957, baseado no romance homônimo de Denys Arthur Raynerm, dirigido por Dick Powell e protagonizado por Robert Mitchum e Curd Jürgens.

## Sinopse
Durante a Segunda Guerra Mundial, no Atlântico Sul, o contratorpedeiro norte-americano Haynes, comandando pelo Capitão Murrell (Robert Mitchum), um ex-oficial da marinha mercante, detecta um submarino alemão, que está nas mãos do veterano Comandante Von Stolberg (Curd Jürgens). Ambos perderam familiares no conflito. A vida de todos os tripulantes dependerá da habilidade dos dois comandantes.

## Elenco
- Robert Mitchum - Capitão Murrell
- Curd Jürgens - Comandante Von Stolberg
- Theodore Bikel - Schwaffer
- David Hedison - Tenente Ware
- Clint Eastwood - Marujo

## Premiações
O filme recebeu o Óscar de 1958, na categoria efeitos especiais/efeitos sonoros, para Water Rossi.